# Sistema de drenaje

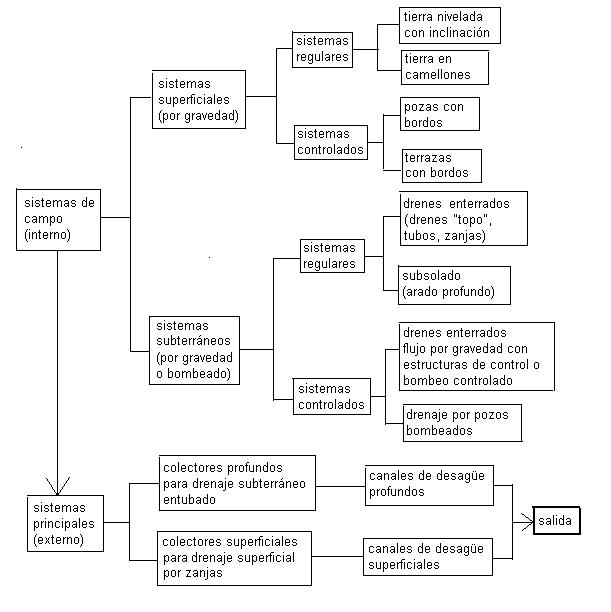
Clasificación de sistemas de drenaje en tierras agrícolas

La función principal de un sistema de drenaje es la de permitir la retirada de las aguas que se acumulan en depresiones topográficas del terreno, causando inconvenientes ya sea a la agricultura o en áreas urbanizadas o carreteras.
El origen de las aguas puede ser:
- Por escurrimiento o  escorrentía superficial
- Por la elevación del nivel freático, causado por el riego, o por la elevación del nivel de un río próximo
- Directamente precipitadas en el área.

Otra función sumamente importante del sistema de drenaje es la de controlar, en los perímetros de riego, la acumulación de sales en el suelo, lo que puede disminuir drásticamente la productividad.
Principalmente, el sistema de drenaje está compuesto por una red de canales que recogen y conducen las aguas a otra parte, fuera del área a ser drenada, impidiendo al mismo tiempo, la entrada de las aguas externas. Típicamente estos sistemas se hacen necesarios en los amplios estuarios de los grandes ríos y en los valles donde el drenaje natural es deficiente.
La red de canales o azarbes debe ser periódicamente limpiada, eliminando el fango que se deposita en ellos y las malezas que crecen en el fondo y en los taludes, caso contrario muy fácilmente el flujo del agua se modificaría y se perdería la eficiencia del sistema.
Cuándo los terrenos que deben ser drenados están todos a una cota superior a la obra o recipiente donde se quiere llevar el agua drenada, se puede aprovechar la declividad natural del terreno y el sistema funciona perfectamente con la fuerza de la gravedad. Caso contrario deberá implementarse una estación de bombeo.
Cuando la zona a ser saneada se encuentra a una cota inferior a las circundantes, y está disponible un río con un considerable transporte sólido, se puede provocar el llenado de los terrenos bajos, para permitir el depósito de los sedimentos y así elevar su nivel.
Esta operación se ha hecho mucho en el pasado, eliminando de esa forma extensas áreas de tierras bajas. La concepción actual ya no considera conveniente este tipo de intervención.
En algunos casos se debe recurrir al bombeo de las aguas meteóricas, pues no existe la posibilidad de que estas salgan naturalmente. Las primeras instalaciones de este tipo se dieron en el siglo XIX, en Europa, con bombas movidas a vapor.
La introducción de los motores de combustión interna y posteriormente los motores eléctricos modificaron sustancialmente la capacidad y las características de los sistemas de drenaje que se hicieron cada vez más flexibles y potentes. En el siglo XX, la necesidad de ampliar la frontera agrícola y la necesidad de contrarrestar las enfermedades endémicas que flagelaban la población de las zonas costeras bajas han dado gran impulso a la implementación de sistemas de drenaje, y generaron la construcción de importantes sistemas de drenaje que permitieron el drenaje de vastas áreas

## Componentes
Los componentes de un sistema de drenaje típico son:
- Canales de campo o drenes enterrados;
- Canales secundarios y principales, estos canales se caracterizan por ser generalmente profundos, y su fondo se encuentra a cotas inferiores a las cotas del terreno circundante. Generalmente los canales de drenaje no son revestidos, o si deben revestirse para consolidad los taludes, el revestimiento debe ser permeable, de manera a no obstaculizar la entrada del agua contenida en el suelo al canal;
- Obras de protección de las márgenes de los canales, principalmente en las confluencias y en las curvas;
- Obras de control de la erosión en el fondo de los canales (saltos de fondo)
- Estaciones de bombeo (no siempre necesarias)

## Drenaje subterráneo
- Drenaje subterráneo
- Drenaje subterráneo (criterios)